# Karl Benrath
Karl Benrath (Düren, 10 augustus 1845 – Koningsbergen, 21 juli 1924) was een Duits kerkhistoricus.

## Biografie
Benrath studeerde in de jaren 1863 tot 1866 in Bonn, Berlijn en Heidelberg. Eén jaar daarop werd hij opperleraar. In Italië en Engeland studeerde hij van 1871 tot 1875 verder en was daar ook werkzaam als correspondent voor wetenschappelijke kranten. In 1876 werd Karl Benrath privaatdocent in Bonn. Drie jaar later werd hij buitengewoon hoogleraar; van 1890 tot 1921 werkte hij als gewoon hoogleraar in de Kerkgeschiedenis in Koningsbergen.

## Publicaties (selectie)
- Bernardino Ochino von Siena (1875)
- Geschichte der Reformation in Venedig (1887)
- Luther im Kloster (1905)